# 100,000,000 Bon Jovi Fans Can’t Be Wrong
100,000,000 Bon Jovi Fans Can’t Be Wrong (engl. für: 100.000.000 Bon-Jovi-Fans können nicht irren) ist ein Boxset der US-amerikanischen Rockband Bon Jovi.
Das Set erschien am 22. November 2004 anlässlich des Erfolgs von einhundert Millionen verkauften Alben weltweit. Es besteht aus vier CDs und einer DVD und beinhaltet 38 zuvor unveröffentlichte Titel aus den Archiven der Band sowie 12 B-Seiten und Original-Demoaufnahmen von späteren Hits. Auf der DVD kommentieren die Bandmitglieder einzelne Songs, weiterhin sind hier auch Live-Auftritte zu finden.
Ein 64-seitiges Booklet ist ebenso in dem Set enthalten. Es enthält viele Bilder aus den beiden Jahrzehnten Bandgeschichte, außerdem ebenfalls Kommentare zu Texten und Entstehung einzelner Songs.
Das Cover und der Titel sind angelehnt an das Elvis-Presley-Album 50,000,000 Elvis Fans Can’t Be Wrong von 1959: Zu sehen sind die Bandmitglieder in goldfarben schimmernden Anzügen. Hierdurch zeigt die Band ihren Bezug zu Presley – auch als musikalisches Vorbild.
Das Boxset wurde weltweit über eine Million Mal abgesetzt und erhielt Gold in den USA.

## Musikalischer Inhalt
Das Boxset enthält Outtakes und seltene Lieder der Band aus den verschiedenen Epochen ihrer Geschichte. Songs wie etwa We Rule the Night stammen aus der Zeit vor dem Durchbruch der Band mit Slippery When Wet.
Viele Lieder stammen aus der Slippery When Wet und New Jersey Ära. Letzteres hätte ein Doppelalbum werden sollen, aber wurde schließlich als einfaches Album veröffentlicht. Einige der nicht genutzten Demos haben es auf das Set geschafft.
Eine große Anzahl der Lieder stammt auch aus der Zeit von Blaze of Glory und Keep the Faith, die zum Großteil aus der Feder von Jon Bon Jovi selbst stammen. Auf der DVD erklärt er, dass er in dieser Zeit ein Bedauern über den Verlust der Unschuld als Musiker in dem Business verspürte. Das sei der Grund für die gewisse Aggressivität in jenen Liedern.
Aber es sind auch einige Songs enthalten, die aus der Zeit nach der Pause, die die Band vor dem Crush-Album eingelegt hatte, stammen. Das Lied Last Man Standing ist sogar erst auf dem nächsten Studio-Album der Band, allerdings in einer anderen Version, aufgetaucht.
Neben Jon Bon Jovi singen auch Richie Sambora, David Bryan und Tico Torres auf je einem Song die Lead-Vocals.
Neben Hard-Rock- und Mainstream-Rock-Songs finden sich auch einige Balladen auf dem Boxset.

## Titelliste
Disc 1
1. Why Aren’t You Dead? (Jon Bon Jovi, Richie Sambora, Desmond Child) – 3:31
2. The Radio Saved My Life Tonight (Jon Bon Jovi, Richie Sambora) – 5:08
3. Taking It Back (Jon Bon Jovi, Richie Sambora) – 4:17
4. Someday I’ll Be Saturday Night (Jon Bon Jovi, Richie Sambora, Desmond Child) – 5:18 (Original Demo)
5. Miss Fourth of July (Jon Bon Jovi) – 5:40
6. Open All Night (Jon Bon Jovi, Desmond Child, Eric Bazilian) – 4:47
7. These Arms Are Open All Night (Jon Bon Jovi, Billy Falcon) – 5:20
8. I Get a Rush (Jon Bon Jovi, Desmond Child, Eric Bazilian) – 2:57
9. Someday Just Might Be Tonight (Jon Bon Jovi, Richie Sambora, Mark Hudson) – 4:13
10. Thief of Hearts (Jon Bon Jovi, Patrick Leonard) – 4:17
11. Last Man Standing (Jon Bon Jovi, Billy Falcon) – 4:32
12. I Just Want to Be Your Man (Jon Bon Jovi) – 3:28

Disc 2
1. Garageland (Jon Bon Jovi, Richie Sambora) – 3:26
2. Starting All Over Again (Jon Bon Jovi, Richie Sambora) – 3:44
3. Maybe Someday (Jon Bon Jovi, Richie Sambora) – 4:43
4. Last Chance Train (Jon Bon Jovi, Mark Hudson) – 4:31
5. The Fire Inside (Jon Bon Jovi) – 4:50
6. Every Beat of My Heart (Jon Bon Jovi, Richie Sambora) – 4:49
7. Rich Man Living in a Poor Man’s House (Jon Bon Jovi, Dave Stewart) – 4:22
8. The One That Got Away (Jon Bon Jovi, Richie Sambora) – 4:48
9. You Can Sleep While I Dream (Jon Bon Jovi, Mark Hudson, Dean Grakal) – 4:53
10. Outlaws of Love (Jon Bon Jovi, Richie Sambora) – 3:20
11. Good Guys Don’t Always Wear White (Jon Bon Jovi, Richie Sambora) – 4:29
12. We Rule the Night (Jon Bon Jovi, Richie Sambora) – 4:09

Disc 3
1. Edge of a Broken Heart (Jon Bon Jovi, Richie Sambora, Desmond Child) – 4:35
2. Sympathy (Jon Bon Jovi, Richie Sambora) – 5:23
3. Only in My Dreams (Jon Bon Jovi) – 5:07 (Gesang: Tico Torres)
4. Shut Up and Kiss Me (Jon Bon Jovi, Richie Sambora, Desmond Child) – 2:47
5. Crazy Love (Jon Bon Jovi, Mark Hudson, Dave Stewart) – 4:25
6. Lonely at the Top (Jon Bon Jovi, Richie Sambora) – 3:51
7. Ordinary People (Jon Bon Jovi, Richie Sambora, David Bryan) – 4:07
8. Flesh and Bone (Jon Bon Jovi, Richie Sambora, David Bryan) – 5:01
9. Satellite (Jon Bon Jovi, Richie Sambora, Desmond Child) – 4:56
10. If I Can’t Have Your Love (Richie Sambora, Desmond Child, Diane Warren) – 4:15 (Gesang: Richie Sambora)
11. Real Life (Jon Bon Jovi, Desmond Child) – 3:52
12. Memphis Lives in Me (David Bryan, Joe DiPietro) – 3:03 (Gesang: David Bryan)
13. Too Much of a Good Thing (Jon Bon Jovi, Richie Sambora, Richie Supa) – 4:23

Disc 4
1. Love Ain’t Nothing But a Four Letter Word (Jon Bon Jovi, Richie Sambora, David Bryan) – 4:11
2. Love Ain’t Nothing But a Four Letter Word (Jon Bon Jovi) – 4:08 (Original Demo)
3. River Runs Dry (Jon Bon Jovi, Desmond Child) – 3:57
4. Always (Jon Bon Jovi) – 5:46 (Unveröffentlichtes Demo)
5. Kidnap an Angel (Jon Bon Jovi, Billy Falcon) – 5:56
6. Breathe (Jon Bon Jovi, Richie Sambora, Marti Fredrickson) – 3:41
7. Out of Bounds (Jon Bon Jovi, Richie Sambora) – 3:46
8. Letter to a Friend (Jon Bon Jovi) – 4:19
9. Temptation (Jon Bon Jovi) – 4:23
10. Gotta Have a Reason (Jon Bon Jovi, Richie Sambora, Michael Kamen) – 4:59
11. All I Wanna Do Is You (Jon Bon Jovi, Richie Sambora) – 3:03
12. Billy (Jon Bon Jovi, Richie Sambora) – 4:32
13. Nobody’s Hero (Jon Bon Jovi, Richie Sambora) – 4:33
14. Livin' on a Prayer (Jon Bon Jovi, Richie Sambora) – 3:52 (Original Demo; Hidden Track)